# Александра Фьодоровна (Шарлота)
Вижте пояснителната страница за други личности с името Александра Фьодоровна.
Александра Фьодоровна е пруска принцеса и руска императрица, съпруга на руския император Николай I.

## Пруска принцеса
Родена е на 13 юли 1798 в двореца Шарлотенбург, Берлин, като Принцеса Фредерика Луиза Вилхелмина Шарлота Пруска. Тя е четвъртото дете на Фридрих Вилхелм III, крал на Прусия, и Луиза Амалия фон Мекленбург-Щрелиц.
Детството на Шарлота е белязано от Наполеоновите войни. След разгрома на пруската армия, цялото семейство на Шарлота е принудено да бяга в Източна Прусия, където получава убежище от цар Александър I. Тъй като Берлин попада под контрола на Наполеон, Шарлота израства в Мемел, Прусия. Майка ѝ умира през 1810, когато Шарлота е на дванадесет години. От ранна възраст тя заема най-високия женски ранг в Прусия, тъй като е единствената оцеляла дъщеря на Вилхелм Трети.
В края на 1814 г. великият княз Николай Павлович, бъдещият Николай I, заедно с брат си, великия княз Михаил, посещават Берлин. Между двете семейства бил уговорен брак между Николай и Шарлота и по време на второто му посещение през 1815 г. двамата се влюбват истински. Ръка за ръка те се разхождат в покрайнините на Потсдам и посещават Берлинската кралска опера. В края на посещението на Николай годежът им е официално обявен. Двамата са трети братовчеди, праправнуци на Фридрих Вилхелм I. Сключването на брака им се проточва две години.
- Крал Фридрих Вилхелм III – баща на Александра Фьодоровна.
- Кралица Луиза Августа – майка на Александра Фьодоровна

На 9 юни 1817 г. Шарлота пристига в Санкт Петербург с брат си Вилхелм. След пристигането си Шарлота приема православието и името Александра Фьодоровна. На 13 юли 1817 Александра и Николай са венчани в параклиса на Зимния дворец.

## Велика руска княгиня
Първоначално Александра изпитва трудности с приспособяването към руския двор и е поразена от новото си обкръжение, а и промяната на религията ѝ оказва силно влияние. Шарлота бързо печели благоразположението на свекърва си, императрицата майка Мария Фьодоровна, но дълго не се разбира с императрица Елизавета Алексеевна, съпруга на Александър I.
На 17 април 1818 г. Александра Фьодоровна ражда син, бъдещия император Александър II. На следващата година тя ражда и първата си дъщеря – великата княгиня Мария Николаевна. През 1820 г. Александра ражда мъртвородено момиче – трета ѝ за три години бременност, която ѝ причинява депресия. Лекарите ѝ препоръчват почивка и през есента на 1820 Николай я отвежда да посети семейството си в Берлин. Там двамата остават до лятото на 1821 г., за да посетят Берлин отново през лятото на 1824 г. Този път те не се връщат в Петербург до март 1825, когато император Александър настоява да се завърнат в Русия.
Александра Фьодоровна прекарва първите си години в Русия, опитвайки се да научи езика и обичаите на новата си родина под ръководството на поета Василий Жуковски. Императорското семейство говори немски и води кореспонденцията си на френски, поради което Александра никога не успява да овладее напълно руския език.
Николай и Александра са двойка, която се радва на взаимната си компания. По време на управлението на Александър I, двойката живее тихо и без да помисля за евнтуалната възможност да заеме руския престол. Но Александър I няма деца, а през 1822 великият княз Константин отказва да бъде наследник на трона, което прави Николай следващия царевич.
През 1825 Александра получава от девера си, Александър I, двореца Петерхоф, където тя и Николай живеят щастливо в началото на нейния живот в Русия. Петерхоф става любимата резиденция на Александра.

## Личността на Александра
Александра е висока и слаба, с елегантни черти и дълбоки сини очи. Княгинята има величествен вид. Походката ѝ e лека, бърза и грациозна. Тя е крехка и често в лошо здраве. Гласът ѝ e дрезгав, но говори бързо и решително.
Александра Фьодоровна е страстен читател и обича музиката. Допадат ѝ осамотението и простотата. Облича се елегантно и с предпочитание към светлите цветове и колекционира скъпи бижута. Княгинята е интелигентна и с отлична памет, чете много, а отношението ѝ към мъжете е леко иронично. Въпреки това, интересите ѝ са повърхностни. Обича да танцува, а фантастичните дворцови балове я забавляват много. Тя не се интересува от проблемите на обикновените русаци, които очакват от нея да се грижи за нуждаещите се и болните.
За Александра Фьодоровна представата за Русия съвпада изцяло с личността на любимия ѝ съпруг. Съсредоточавайки грижите си изцяло върху това ранимо същество, Николай потиска нейната индивидуалност. Не ѝ е позволено да върши нищо друго освен да бъде красива съпруга и предана майка.

## Императрица на Русия
Александра Фьодоровна е коронована за императрица през 1825, когато Николай I наследява своя брат Александър I. Това е бурен период, маркиран от кървави репресии след Декабристкото въстание.
Към 1832 г. Николай и Александра имат вече седем деца, за които полагат грижи. Николай I никога не изневерява на любовта към съпругата си. Едва след 25 години вярност той започва извънбрачна връзка с Барбара Нелидова, придвона дама на царицата, тъй като лекарите препоръчват на императрицата да не прави секс заради крехкото си здраве и честите сърдечни кризи. Но Николай продължава да търси убежище от тежките си държавни задължения в компанията на Александра.
През 1845 г. лекарите препоръчват на Александра да замине за няколко месеца в Палермо, Италия, заради мекия климат. Тогава Николай I решава да придружи съпругата си, макар и за кратко. Барбара Нелидова също заминава с тях. Въпреки че първоначално Александра не приема връзката на Николай, скоро императрицата се примирява с отношенията им и запазва добри отношения с любовницата на съпруга си.
Императрица Александра Фьодоровна винаги е в лошо здраве. На четиридесет царицата изглежда много по-възрастна за годините си, ставайки все по-слаба. Дълго време тя страда от нервни конвулси, които причинявали конвулсивно поклащане на главата ѝ. През 1837 г. императрицата избира Крим за своя резиденция, а Николай нарежда за съпругата му там да бъде построен дворецът Ореанда. Въпреки това Александра посещава двореца само веднъж, тъй като през 1852 г. избухва Кримската война. В края на 1854 царицата се разболява тежко, а шансовете ѝ да оцелее са преценени като нищожни, но въпреки това тя успява да се възстанови.
През 1855 Николай I се разболява от инфлуенца и умира на 6 февруари 1855 г.
Александра Фьодоровна надживява съпруга си с пет години. Тя се премества в Александровския дворец в Царское село, като продължава да поддържа добри отношения с любовницата на съпруга си, Барбара Нелидова, която става нейна лична компаньонка.
С годините здравето на овдовялата императрица се влошава все повече. Неспособна да прекарва студените зими в Русия, тя е посъветвана да се установи да живее временно в чужбина. През есента на 1860 лекарите я предупреждават, че няма да преживее зимата ако не замине отново на юг. Осъзнавайки опасността императрицата отказва да замине за чужбина и желае да остане в Санкт Петербург, където ако умре, то това ще стане на руска земя.
Александра Фьодоровна умира в съня си на 1 ноември 1860 г. в Александровския дворец в Царское село. В нощта преди смъртта си, тя е чута да изрича: „Ники, идвам при теб“.
Погребана е в Петропавловския събор в Санкт Петербург.

## Наследници
Александра Фьодоровна и Николай I имат осем деца:
- Александър Николаевич (1818 – 1881), император на Русия
- Мария Николаевна (1819 – 1876), омъжена за Максимилиан дьо Боарне (бракът е признат от баща ѝ за равнопоставен) и повторно за Григорий Строганов
- Олга Николаевна Вюртембергска (1822 – 1892), омъжена за Карл I, крал на Вюртемберг
- Александра Николаевна (1825 – 1844), омъжена за Фридрих, ландграф на Хесен-Касел
- Константин Николаевич (1827 – 1892), велик княз на Русия, женен за Александра фон Сакс-Алтенбург
- Николай Николаевич (1831 – 1891), велик княз на Русия
- Михаил Николаевич (1832 – 1909), велик княз на Русия, женен за Сесилия фон Баден